# Euphoresia versicolor
Euphoresia versicolor är en skalbaggsart som beskrevs av Brenske 1901. Euphoresia versicolor ingår i släktet Euphoresia och familjen Melolonthidae. Inga underarter finns listade i Catalogue of Life.